# Anopinella isodelta
Anopinella isodelta är en fjärilsart som beskrevs av Edward Meyrick 1912. Anopinella isodelta ingår i släktet Anopinella och familjen vecklare. Inga underarter finns listade i Catalogue of Life.